# Sânge din sângele meu (telenovelă)
Sânge din sângele meu (Sangue do Meu Sangue) este o telenovelă braziliană produs și afișat de SBT, din 11 iulie 1995 până la 4 mai 1996, în 257 de capitole. Difuzată în România de canalul Acasă TV (în trecut Pro 2).

## Distribuție
- Tarcísio Filho - Lúcio Resende
- Bia Seidl - Pola Renon
- Jayme Periard – Carlos Resende
- Lucélia Santos - Júlia Camargo
- Osmar Prado - Clóvis Camargo
- Lucinha Lins - Helena
- Rubens de Falco - Dr. Mário
- Jandira Martini - Rebeca
- Marcos Caruso - Conde Giorgio de la Fontana
- Guilherme Leme - Juca
- Delano Avelar – Maurício
- Bete Coelho - Fernanda Lamar / Fabrício Lamar
- Denise Fraga - Natália
- Rubens Caribé - Ricardo
- Suzy Rêgo - Solange Deschamps
- Jussara Freire - Salomé
- Paulo Figueiredo - Tenente Alexandre Paranhos
- Angelina Muniz - Zulmira
- Jandir Ferrari - Artur
- Flávia Monteiro - Cíntia
- Othon Bastos - Machado
- Ewerton de Castro - Lourenço
- Yara Lins – Mariana
- Chica Lopes - Bentinha
- Dênis Derkian - Edwaldo Paranhos
- Tácito Rocha - Inspetor Herculano